# Helictopleurus viridans
Helictopleurus viridans là một loài bọ cánh cứng trong họ Bọ hung (Scarabaeidae).